# Coloni
Coloni var ett italienskt formel 1-stall som grundades av racerföraren Enzo Coloni.

## Historik
Coloni var från början ett framgångsrikt formel 3-stall med den lovande Ivan Capelli som förare i en Ralt-Alfa Romeo. 1984 blev Alessandro Santin italiensk F3-mästare och året efter var Alex Caffi nära att upprepa bedriften. 1986 tävlade man även i formel 3000 i en March 85B med Gabriele Tarquini som förare. Senare under säsongen använde man även en andrabil med olika förare, bland andra Nicola Larini, som även vann det italienska F3-mästerskapet den säsongen. 
Säsongen 1987 bestämde sig Coloni för att tävla i formel 1 och Coloni FC-187 byggdes, en citrongul bil utrustad med en Ford Cosworth DFZ 3.5 V8-motor. Nicola Larini gjorde debut i bilen i Italien men han lyckades inte kvalificera sig. I det följande loppet i Spanien startade han men fick bryta på grund av stötdämparproblem efter bara åtta varv.
Säsongen 1988 kom stallet igen med Tarquini som förare. Bilen, en FC-188, var inte alls konkurrenskraftig varför Tarquini bara kvalade in till åtta av sexton lopp och fick bryta fyra av de han startade i. Hans bästa placering var en åttondeplats i Kanada. 
Säsongen 1989 hade man har två förare, Roberto Moreno och Pierre-Henri Raphanel, som körde varsin FC-188B men båda hade svårigheter att kvala in. Men i augusti året innan hade Coloni chockat det franska AGS-stallet genom att anställa tre av deras främsta medarbetare, designern Christian Vanderpleyn, forskning- och utvecklingsingenjören Michel Costa och stallchefen Frederic Dhainaut. Resultatet blev den Vanderpleyndesignade Coloni C3 som premiärkördes av Roberto Moreno i Kanada. Han fick dock bryta på 57:e varvet på grund av differentialproblem. I loppet efter i Frankrike körde även Raphanel en Coloni C3. Raphanel lyckades inte förkvala till loppet och inte heller till de tre följande, varför han lämnade stallet och ersattes av Enrico Bertaggia. Moreno fortsatte i stallet men kvalificerade sig bara till två lopp, vilka han emellertid fick bryta. Bertaggia lyckades inte förkvala in vid något tillfälle. Detta medförde att det före detta AGS-folket avgick.
I slutet av säsongen sålde Enzo Coloni stallet till Fuji Heavy Industries, moderbolag till Subaru. Därmed gjorde den japanska biltillverkaren entré i F1 med en Coloni C3B utrustad med en 12-cylindrig boxermotor, Subaru 3.5 F12. Enzo Coloni stannade som vice verkställande direktör under den verkställande direktören Yoshio Takaoka. Stallchef blev Alvise Morin, ingenjör blev Paul Burgess och som förare kontrakterades Bertrand Gachot. Subarumotorn var emellertid en katastrof och i maj 1990 lämnade Enzo Coloni stallet. Burgess började då designa en ny bil och man övertygade också konstruktören Vanderpleyn att komma tillbaka, men efter loppet i Storbritannien 1990 drog sig Subaru ur och sålde tillbaka hela stallet till Coloni. Den nya bilen C3C utrustades med en Ford Cosworth-motor men Gachot lyckades inte trots tappra försök kvala in med den till något av de resterande åtta loppen.
Säsongen 1991 ersattes Gachot av portugisen och den brittiske formel 3000-mästaren Pedro Matos Chaves, som sponsrades av vinfirman Mateus. Han fick köra en C4, som var en uppgraderad version, men den var inte bättre än den tidigare. Chaves försökte kvala in till tretton lopp men lyckades inte ens förkvala till något. Därefter försökte Naoki Hattori kvala in till två lopp men han misslyckades också. 
I september 1991 sålde Coloni stallet till skotillverkaren Andrea Sassetti och drog sig sedan ur F1 för gott. Enzo Coloni återvände till formel 3 i Italien och senare även till formel 3000.

## F1-säsonger
| Säsong | Tävlingsnamn                  | Bil                      | Motor                    | Däck | Poäng | VM-plac. | Förare 1                         | Förare 2                               |
| ------ | ----------------------------- | ------------------------ | ------------------------ | ---- | ----- | -------- | -------------------------------- | -------------------------------------- |
| 1987   | Enzo Coloni Racing Car System | Coloni FC-187            | Ford Cosworth DFZ 3.5 V8 | G    | 0     | -        | Nicola Larini                    |                                        |
| 1988   | Coloni SpA                    | Coloni FC-188            | Ford Cosworth DFZ 3.5 V8 | G    | 0     | -        | Gabriele Tarquini                |                                        |
| 1989   | Coloni SpA                    | Coloni FC-188B Coloni C3 | Ford Cosworth DFR 3.5 V8 | P    | 0     | -        | Roberto Moreno                   | Enrico Bertaggia Pierre-Henri Raphanel |
| 1990   | Subaru Coloni Racing          | Coloni C3B               | Subaru 3.5 F12           | G    | 0     | -        | Bertrand Gachot                  |                                        |
| 1990   | Coloni Racing                 | Coloni C3C               | Ford Cosworth DFR 3.5 V8 | G    | 0     | -        | Bertrand Gachot                  |                                        |
| 1991   | Coloni Racing Srl             | Coloni C4                | Ford Cosworth DFR 3.5 V8 | G    | 0     | -        | Pedro Matos Chaves Naoki Hattori |                                        |